# 聖士提反書院
聖士提反書院（英語：St Stephen's College）是一所座落於香港香港島赤柱半島的基督教寄宿直資六年制中學，由英國海外傳道會於1903年創辦，目前由香港聖公會營運。其附屬小學為毗鄰校舍南部的聖士提反書院附屬小學。其校園前身為赤柱舊軍營，面積達四十公頃，為全港佔地最大的中學。
聖士提反書院內多座建築被評為歷史建築，當中於1903年建成的書院大樓更獲評為法定古蹟。該校為全港首所設有文物徑的中學，並由學生擔任導賞員，向訪客介紹學校的歷史及建築。日佔時期期間，聖士提反書院被日軍強攻，並發生聖士提反書院大屠殺，後被徵用作囚禁部分同盟國平民之用，為當時赤柱拘留營的一部分。
除上述用途外，書院內的小教堂亦為香港聖公會香港島教區赤柱聖士提反教堂所使用。

## 歷史

### 創校伊始
1901年，本港紳商及社會領袖，包括何啟、曹善允等向港督提出仿效英國公學模式建立書院，以基督教義辦學，讓他們的子弟及其他華人學子入讀，該建議得到當時香港聖公會領袖霍約瑟會督及班為蘭會吏長的支持。當時的書院由英國海外傳道會管理。
創校之初，校舍位於香港島西角般咸道5號的波氏庭院，毗鄰英皇書院，當時的房租為200元，並只有5名教師和6名學生。當時全港僅有五所中學，而聖士提反書院則為其中之一。

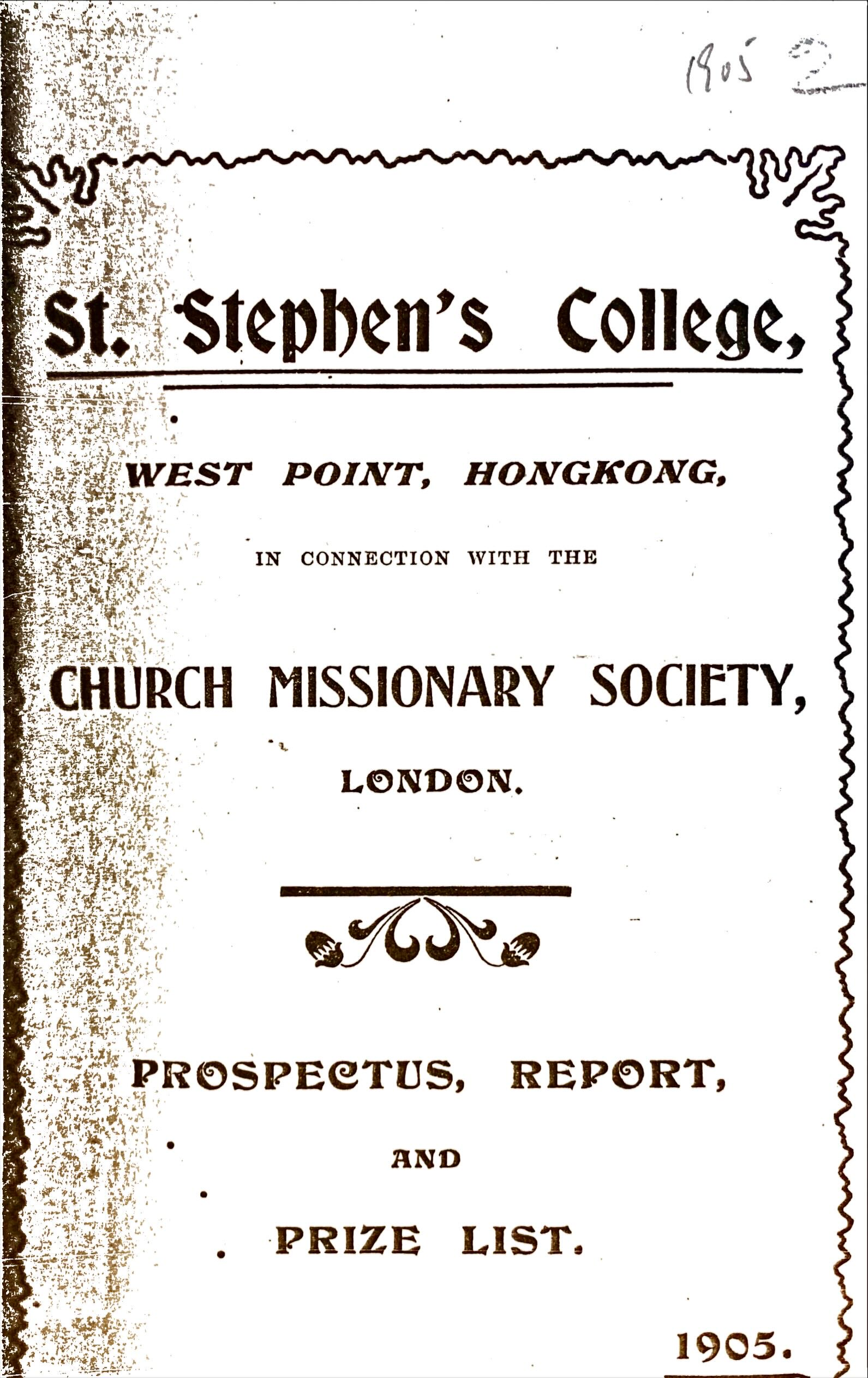
1905年的書院年報封面，可見其與英國海外傳道會的關係。
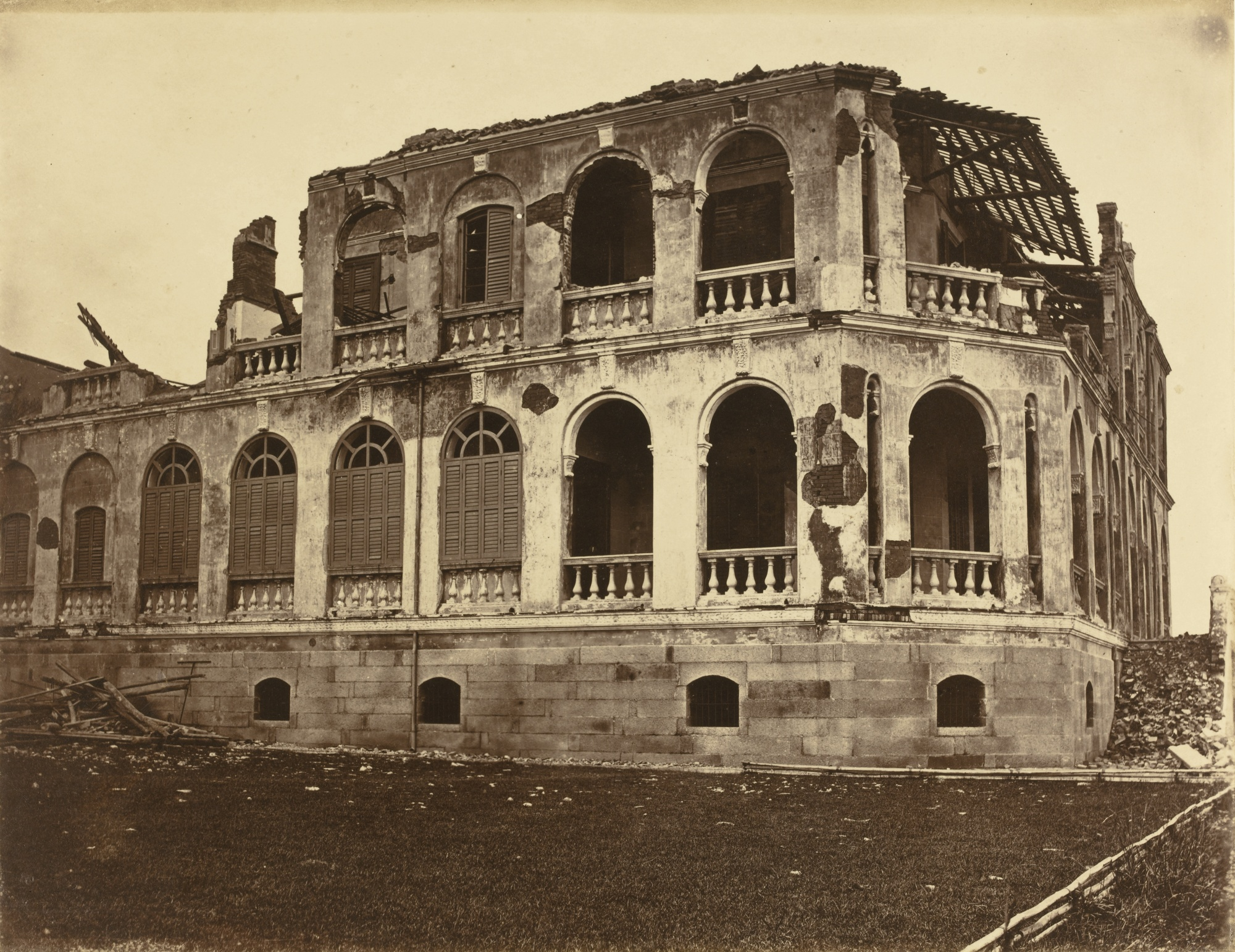
波氏庭院一隅，攝於1874年風災後。
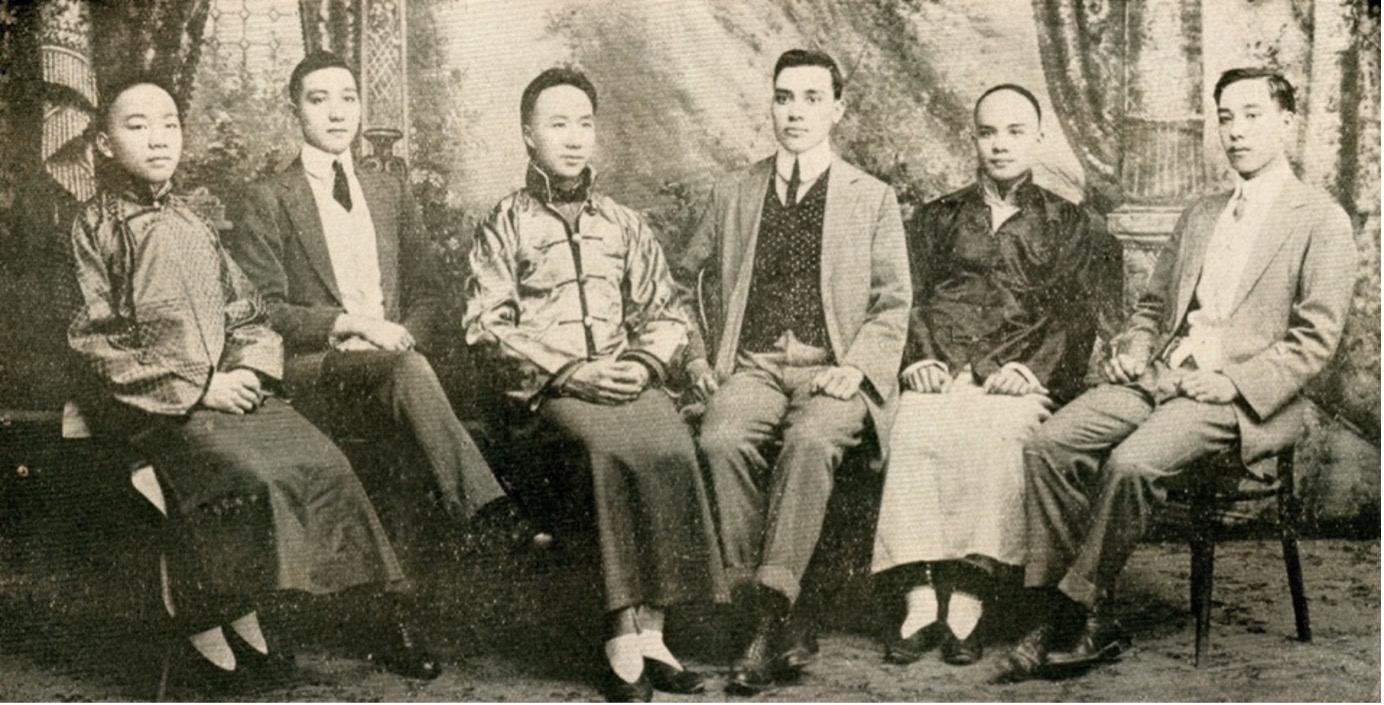
建校之初的六名學生，分別來自香港、中國大陸及菲律賓。

### 遷校赤柱
1923年，由於波氏庭院的租權為商人所購得，故遷入香港大學對面的禮賢會及毗鄰聖士提反堂的傳道設施中辦學，但由於校舍不敷使用，因此向香港大學借用部分課室。
1928年，書院遷往赤柱現址，當時的赤柱為荒蕪之地，僅有兩三百人居住。學校校舍於1928年4月27日興建，奠基典禮由香港總督金文泰爵士主持。學校校舍於1930年3月落成。1931年，科學樓竣工，並由時任代理港督修頓司憲主持揭幕典禮。自此，書院獲得永久校址，並開始安定下來。

1938年，在教師譚長先生及馬田校長夫人的籌備下，聖士提反小學正式成立。

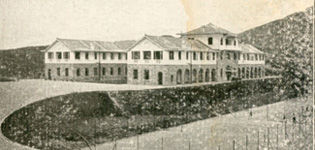
1930年代的聖士提反書院校園
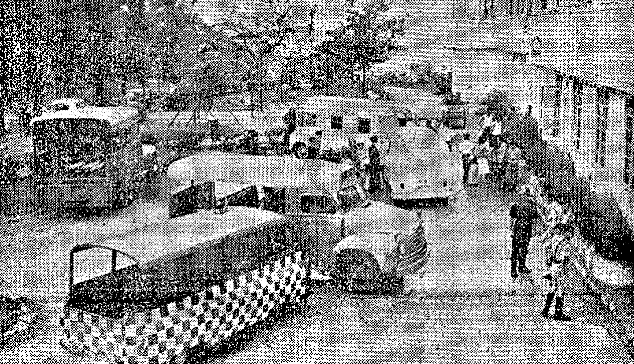
1965年的聖士提反小學，即聖士提反書院附屬小學的前身。

### 日佔時期
1941年，日軍南侵香港，香港亦於12月8日宣告淪陷。12月25日期間，日軍150至200人的部隊攻入校園，不顧人道公義，闖進醫院(書院大樓)，刺死數十名在內養傷的香港守軍，虐殺及姦殺大部分醫護人員及教職員，當中被殺者包括堅持留校保護留校宿生的中文科主任譚長先生。及後日軍徵用書院及毗鄰的赤柱監獄，作部分在港同盟國平民俘虜的集中營，小學因其鄰近海邊，方便船隻上落，故徵用作台灣部隊司令總部。時任舍監夫人嘉芙蓮‧馬田女士 (Kathleen L. Martin) 亦因留守學校而遭羈押於集中營中，及後不敵病痛逝世。

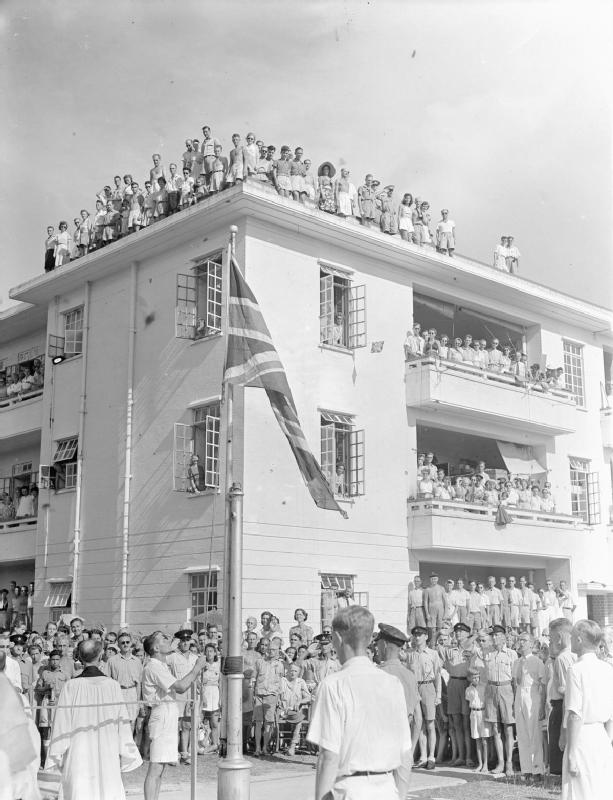
赤柱拘留營一隅

戰爭期間，書院外籍教師靳約翰老師 (John A. Gaunt) 及翟阿瑟老師 (Arthur E. Job) 加入香港義勇軍以抵抗日本入侵。前者於港島戰役中喪命，估計被埋於柏架山某處，後者則於深水埗戰俘集中營中逝世，遺體葬於校園後方的赤柱軍人墳場。
1945年8月14日，日本無條件投降。由於日佔期間設備遭破壞，如傢俱、地板等遭被囚者拆卸作燃料之用，故損壞不堪，圖書、儀器等亦散失殆盡，需港幣40萬元作復修，無法復課。有見及此，時任校長馬田牧師決定暫時離開赤柱校園，並由政府借用書院作警察訓練學校之用，修葺建築，添置設備，後於1947年復課。

### 戰後發展
1963年11月6日，教學大樓落成，並由時任教育司簡乃傑伉儷剪綵。伍華紀念堂亦於1970年2月建成，該禮堂由著名建築師兼校友伍華、家長及其他校友捐款興建。
隨著現代社會男女同校教育 (Co-education) 逐漸普及，加上六七暴動導致政局不穩，海外留學生逐漸流失，書院於1968年9月改制為男女校，藉此使同學注重社交儀態與養成自我批判之精神。當時的女生宿舍為今日的北屋，男女比例為約10比1。
1970年代起，聖士提反書院面臨重大改變，如為提高學生數量，於1970年9月改制為政府津貼學校，終結其「貴族學校」時期。
1974年7月，首位華人校長葉敬平先生接掌書院，任內重建位於黃麻角道旁的大球場，由校友鄧肇堅捐款興建，並以其名命名為鄧肇堅運動場，該運動場於1975年11月28日開幕。
葉任內亦舉行「聖士提反書院鑽禧行」活動，為興建新的綜合大樓籌款。此外，鄧肇堅爵士、何添先生、李嘉誠先生、包玉剛爵士及馬田牧師亦慷慨捐贈，使得新的大樓（科藝樓）於1980年11月14日正式落成。
1984年，聖士提反小學正名為聖士提反書院附屬小學。

### 21世紀發展
2008年，書院從津貼學校轉為直接資助計劃中學，並積極籌備開設國際文憑 (IB) 課程，後於2015年正式開設IB課程，有助學生與國際接軌。

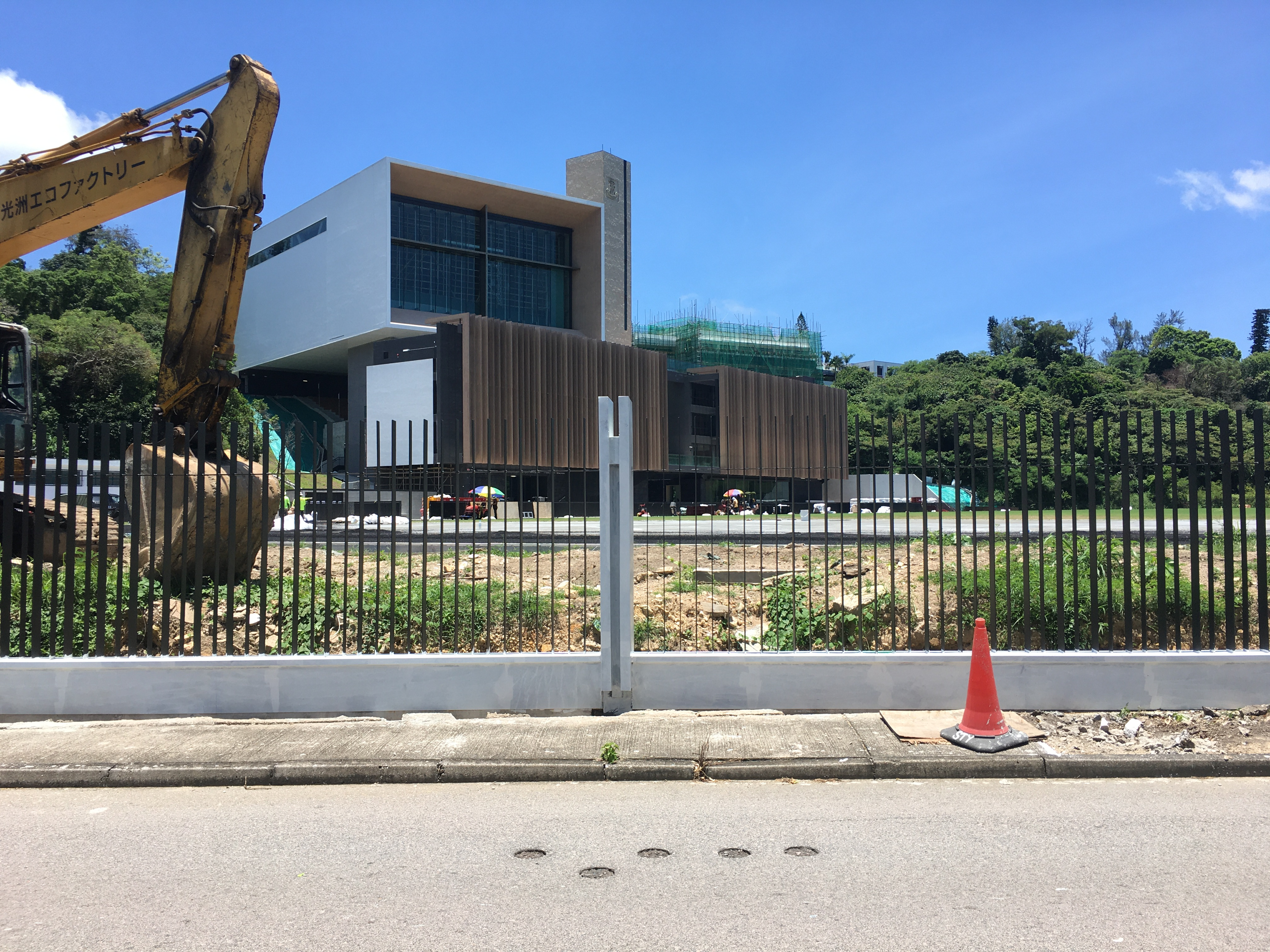
尚在興建中的尚善樓，攝於2022年7月。

在保育歷史方面，書院於2008年12月18日開設聖士提反書院文物徑，成為本港唯一擁有校內文物徑的中學，並開放予公眾申請導覽服務及參觀。學校擁有過百件文物，見證着香港的發展與戰爭史，甚具歷史價值。書院為訓練學生領導才能，安排學生導賞員主導導賞團，帶領訪客參觀學校。
2012年，書院斥資300萬興建新文物館，以保存二戰為主的書院歷史文物。同年，新宿舍落成，並以其飽覽赤柱灣的海景聞名。
2022年9月，斥資3億港幣的新綜合大樓開幕，名為尚善樓，裡面設有可容納1200人的大禮堂、健身室、黑盒劇場、活動室及課室等多種設施。

## 組織架構

### 校董會
| 姓名                                 | 職位     | 簡介 |
| ------------------------------------ | -------- | --- |
| 錢果豐博士，GBS，CBE，JP             | 主席     | 港鐵前非執行主席、恆生銀行非執行董事長                                                                                   |
| 陶榮博士                             | 副主席   | 香港國際仲裁中心前秘書長                                                                                                 |
| 練松柏律師                           | 榮譽主席 | |
| 梁貫成教授                           | 校監     | 聖士提反書院校監、香港大學教育學院教授、全球數學教育界最高榮譽的2013年費萊登特爾獎得主，亦是首位亞洲學者獲頒此項國際殊榮 |
| 王怡瑞先生                           | 義務司庫 | |
| 鄭慕智博士，大紫荊勳賢，GBS，OBE，JP | 成員     | 香港電視網絡非執行董事、行政會議非官守成員、香港董事學會榮譽會長及榮譽主席                                               |
| 區愷慈律師                           | 成員     | |
| 管浩鳴法政牧師，BBS                  | 成員     | 立法會議員（選舉委員會）、前香港聖公會教省秘書長                                                                         |
| 陳億仕醫生                           | 成員     | 聖士提反書院舊生會前主席                                                                                                 |
| 莫樹錦教授                           | 成員     | 香港中文大學醫學院腫瘤學系系主任                                                                                         |
| 謝錫洪先生                           | 成員     | |
| 馬李敏慧女士                         | 成員     | 聖士提反書院校長 |
| 盧家其先生                           |          | 聖士提反書院附屬小學校長                                                                                                 |

### 歷任校長及舍監
聖士提反書院由創校至今，一直是一所寄宿學校，故此校長亦兼任舍監。
| 在任年份     | 姓名                                   |
| ------------ | -------------------------------------- |
| 1903-1914年  | 班納會吏長 The Ven. E.J. Barnett       |
| 1914-1915年  | 史超活牧師 The Revd. A.D. Stewart      |
| 1915-1928年  | 侯活牧師 The Revd. W.H. Hewitt         |
| 1928-1953年  | 馬田法政牧師 Canon E.W.L. Martin       |
| 1953-1955年  | 米希爾牧師 The Revd. F.R. Myhill       |
| 1955至1956年 | Rev. R.W. Bowie（署理）                |
| 1956-1958年  | 費至理先生 Mr. C.T. Priestley          |
| 1958-1965年  | 麥鱗書先生 Mr. J.R.F. Melluish         |
| 1965-1973年  | 韓復士牧師 The Revd. R.B. Handforth    |
| 1973-1974年  | Ven. W.N. Cheung（署理）               |
| 1974-1999年  | 葉敬平先生 Mr. Luke J.P. Yip           |
| 1999-2004年  | 朱業桐先生 Mr. D.R. Too                |
| 2005-2011年  | 羅懿舒博士 Dr. Louise Y.S. Law         |
| 2011-2023年  | 楊清女士 Ms. Carol C. Yang             |
| 2023年-      | 馬李敏慧女士 Mrs. Julie Ma Lee Mun Wai |

## 學校組織
聖士提反書院為了令學生在比賽中培養出學生的群體意識和積極進取的精神，把學生共分為六社，每位學生於入學時都被隨機編入六社其中一社。部分社名的來源乃為紀念歷任校長而設定：
- 班納社（Barnett）（● 橙）為 班納會吏長；
- 學堂社（College）（● 黃）；
- 侯活社（Hewitt）（● 紅）為 侯活牧師；
- 馬田社（Martin）（● 藍）為 馬田法政牧師；
- 費至理社（Priestley）（● 綠）為 費至理先生；
- 史釗活社（Stewart）（● 紫）為史超活牧師[11]

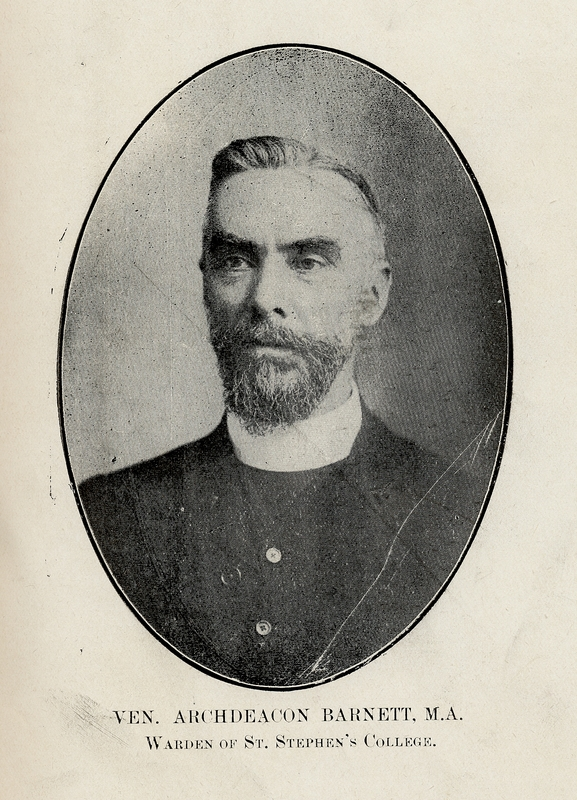
班納會吏長之肖像
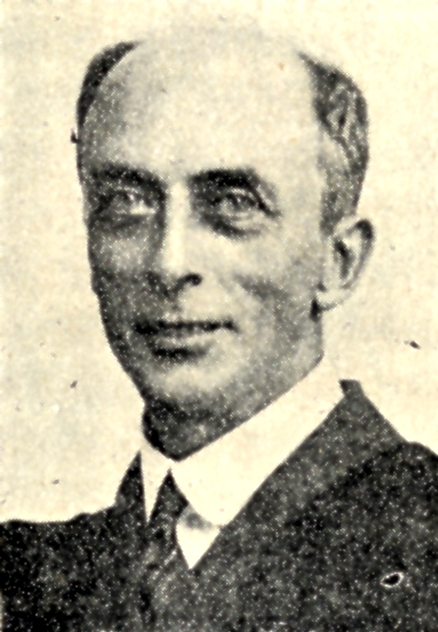
史超活牧師之肖像
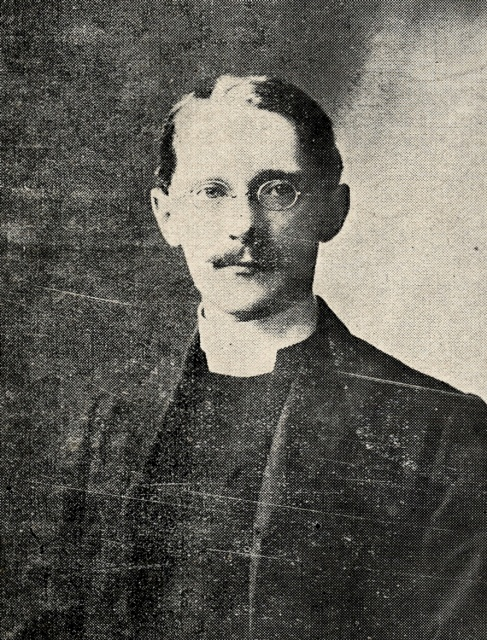
侯活牧師之肖像
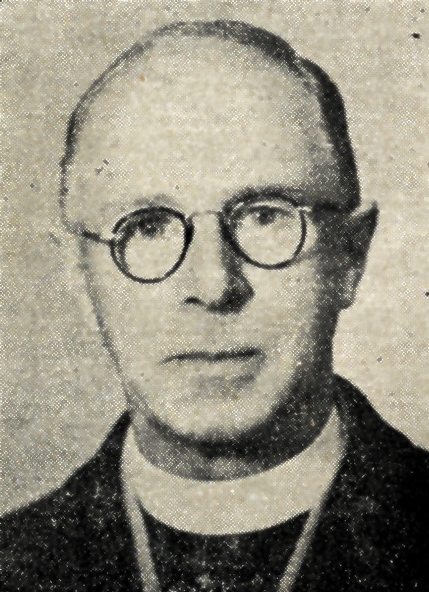
馬田法政牧師之肖像

## 課程與教學
聖士提反書院於2015年增設國際文憑大學預科課程 (IB)，學生可視乎成績或其意向選擇就讀IB課程或中學文憑試課程。

## 校園
聖士提反書院校園佔地甚廣，爲全港最大的中學，擁有多座歷史悠久的樓宇及設施。
主要建築物有：
| 名稱                                                                    | 建造年代    | 文物評級     | 用途                              | 用途                              | 建築圖片 |
| ----------------------------------------------------------------------- | ----------- | ------------ | --------------------------------- | --------------------------------- | -------- |
| 書院大樓 School House                                                   | 1928-1929年 | 法定古蹟     | - 宿舍 - 圖書館 - 教員室 - 音樂室 | - 宿舍 - 圖書館 - 教員室 - 音樂室 |          |
| 馬田宿舍 Martin Hostel                                                  | 1929年      | 二級歷史建築 | - 宿舍 - 飯堂                     | - 宿舍 - 飯堂                     |          |
| 第八座／舊實驗室 Old Laboratory                                         | 1930年      | 二級歷史建築 | - 教職員宿舍                      | - 教職員宿舍                      |          |
| 一至五號屋 Bungalow No. 1-5                                             | 1931年      | 二級歷史建築 | 一號屋                            | 職員宿舍                          |          |
| 一至五號屋 Bungalow No. 1-5                                             | 1931年      | 二級歷史建築 | 二號屋                            | 校長居所                          |          |
| 一至五號屋 Bungalow No. 1-5                                             | 1931年      | 二級歷史建築 | 三號屋                            | 文物館                            |          |
| 一至五號屋 Bungalow No. 1-5                                             | 1931年      | 二級歷史建築 | 四號屋                            | 文物學習室                        |          |
| 一至五號屋 Bungalow No. 1-5                                             | 1931年      | 二級歷史建築 | 五號屋                            | 牧師居所                          |          |
| 小教堂 Chapel                                                           | 1950年      | 三級歷史建築 | - 教堂                            | - 教堂                            |          |
| 伍華堂 Ng Wah Hall                                                      | 1970年      | 三級歷史建築 | - 禮堂                            | - 禮堂                            |          |
| 教學樓 Classroom Block                                                  | 1964年      | 三級歷史建築 | - 教室                            | - 教室                            |          |
| 北屋 North House                                                        | 1952年      | 無           | - 宿舍                            | - 宿舍                            |          |
| 鄧肇堅運動場 Tang Shiu Kin Sports Field                                 | 2020年      | 無           | - 足球場 - 田徑跑道               | - 足球場 - 田徑跑道               |          |
| 尚善樓 Benevolence House                                                | 2020年      | 無           | - 教室 - 禮堂 - 健身室            | - 教室 - 禮堂 - 健身室            |          |
| 科藝樓 Special Room Block                                               | 1980年      | 無           | - 教室 - 實驗室                   | - 教室 - 實驗室                   |          |
| 王澤森水運中心 Wilson Wang Water Sports Centre                          | 1982年      | 無           | - 游泳館                          | - 游泳館                          |          |
| 柯俊文樓 Alex Y.D. Au Building                                          | 1982年      | 無           | - 飯堂                            | - 飯堂                            |          |
| 葉敬平樓（前稱行政樓） Luke Yip Building (fr. Administration Building） | 1985年      | 無           | - 校務處 - 教員室                 | - 校務處 - 教員室                 |          |
| 梁球鋸學生中心 Leung Kau Kui Student Centre                             | 1988年      | 無           | - 教室                            | - 教室                            |          |
| 百周年紀念大樓 Centenary Building                                       | 2006年      | 無           | - 教室                            | - 教室                            |          |
| 書院宿舍 College House                                                  | 2011年      | 無           | - 宿舍                            | - 宿舍                            |          |

### 文物徑
書院於2008年12月18日開設聖士提反書院文物徑，成為本港首間擁有校內文物徑的中學，並開放予公眾申請導覽服務及參觀。

## 刊物
聖士提反書院出版了多種不同的刊物，包括：
- 校刊
  - 《鐘聲》（Chimes）（每五年兩刊）（1909年 至今）[16]
- 家長教師會（Parent-Teacher Association）
  - 《會訊》（一年三刊）（1996年至今）[16]
- 學生報（Students' Magazine）
  - 《子衿》（Euditio）（2016年[17]至今）
- 中文學會
  - 《思藻》[18]（季刊）

## 小學部
聖士提反書院附屬小學是書院的附屬小學，位於南區赤柱黃麻角道。

## 公開考試佳績
在歷屆香港中學會考及香港中學文憑考試，聖士提反書院是產生最多會考「10A狀元」及文憑試「7科5**狀元」（在甲類科目中至少3個選修科及4個核心科獲得5**成績）的學校之一。截至2024年，共有2位，其中1位會考「10A狀元」及1位文憑試「7科5**狀元」，排名全港第23。

## 香港傑出學生選舉
截至2024年（第39屆），在香港傑出學生選舉共出產1名香港傑出學生。

## 爭議

### 學生騷擾及毆打獄卒
1947年10月3日，一名來自重慶，剛剛轉學至書院的學生與其他學生組成團伙，騷擾赤柱村商戶及居民，甚至毆打附近赤柱監獄的葡籍獄卒，後經獄方、警方與校方交涉後，事件得到平息。

### 附小200萬定額票據爭議
2016年，與之毗鄰的附屬小學因推出面額達200萬的定期票據計劃，讓購買人可提名一名學童優先入讀該校小一，該學童將於中六畢業時獲退回面額，但不保證必獲取錄，一度成為社會熱話，不少家長憂學校成為「貴族學校」。

### 偷拍事件
2017年3月28日，校內多間更衣室及課室被發現裝設了偷拍鏡頭，校方於同日報警求助，並透過內聯網電郵向家長強調「絕不姑息容忍偷拍行為」。警方調查後拘捕7名15至16歲男學生，案件交西區重案組接手追查。

## 影視節目取景
聖士提反書院環境優美，是多個廣告、電影、電視節目的拍攝場地。

| - 《荳芽夢》（無綫電視劇集，1981年） - 《好時光》（香港電台兒童劇集，1981-1982年首播） - 《晴天雨天孩子天》（香港電台兒童劇集） - 《蝴蝶飛》（香港電台） - 《屋簷下》1982 《當時年少》（香港電台劇集，1982年首播） - 《青出於藍》（無綫電視劇集，2004年9月13日至2004年10月22日首播） - 《香港築跡》第13集（無綫電視節目，2010年10月3日首播） - 《保育好風光》（路訊通節目，2012年首播） - 《DiY2K》（香港電台劇集，2012年9月25日至2012年12月18日首播） - 《都市閒情》《運動通識站》環節（無綫電視節目，2013年2月28日首播） - 《香港故事》第24輯《百年樹人》第4集（香港電台節目，2013年12月23日首播） - 《我阿媽係黑玫瑰》（香港電視劇集，2015年2月9日至2015年2月19日首播） - 《末日+5》（香港電視劇集，2015年6月15日至2015年6月19日首播） - 《香港歷史系列III》（香港電台節目，2015年7月首播） - 《同2047特首上學去》（ViuTV節目，2016年5月21日至6月19日首播） | - 《失業生》（1982年） - 《檸檬可樂》（1982年） - 《仙樂飄飄》（1995年8月16日上映） - 《天作之盒》（2004年4月8日上映） - 《地獄第19層》（2007年9月6日上映） - 《歲月神偷》（2010年3月11日上映） - 《葉問前傳》（2010年6月24日上映） - 《雛妓》（2015年3月5日上映） - 《追龍》（2017年9月28日上映） - 《空手道》（2017年12月2日上映） - 《棟篤特工》（2018年2月15日上映） - 《填詞L》（2024年3月7日上映，舊生潘宗孝參演） |

## 校友

### 公共事業、政界
- 傅秉常 - 1919年巴黎和會中國代表團秘書、於1916至1918年任教於聖士提反書院。曾任孫中山秘書、國民政府首屆立法委員暨外交委員會委員、民法修訂委員會召集人、前中華民國駐蘇聯大使、司法院副院長等。
- 劉鍇 - 中華民國外交官，末任中華民國常駐聯合國代表列表、末任中華民國駐菲律賓大使，中華民國與菲律賓斷交後曾任總統府國策顧問、外交部顧問、國民黨中央評議委員等職。[26]
- 陳裕財（Bhichai Rattakul） - 泰國前副總理、曾擔任國際扶輪2002-03年度社長
- 晏陽初 - 近代著名平民教育家
- 巢坤霖 - 近代著名教育家，香港官立文商专科学校首任校長，二戰間曾任國民政府国际宣传处驻澳大利亚悉尼办事处主任，積極推動中澳關係。[26]
- 袁彌明 - 人民力量前主席、曾參選2012年香港立法會選舉並成功令名單首位的陳志全（慢必）當選、前藝人、2005年香港小姐競選「旅遊大使獎」得主
- 何鍾泰，SBS，MBE，JP - 前工程界功能界別議員（1957年中六）[27][28]、第十屆及第十一屆全國人民代表大會香港區代表、香港工程師學會前會長、大舜基金主席
- 許晉奎，GBS，MBE，JP - 香港商人、中國香港體育協會暨奧林匹克委員會副會長及前香港足球總會主席（1957年中六）[28]
- 周湛樵 - 前香港輔助警察隊總監
- 曹峻安 - 前香港輔助警察隊總監（1941年）[29]
- 董建成，GBS，SBS，JP - 聖士提反書院校董會副主席、東方海外前主席兼行政總裁、前國泰航空獨立非執行董事、前行政長官董建華之弟
- 霍震霆，GBS，SBS，JP - 國際奧委會委員、港協暨奧委會會長、前立法會議員（體育、演藝、文化及出版界）、已故全國政協副主席霍英東長子
- 陳偉業 - 前立法會議員（新界西）、人民力量黨團召集人
- 吳文遠 - 社會民主連線主席、香港政治人物、社會活動家
- 王澤森，JP - 已故立法局議員、香港慈善家、新法書院創校人
- 李紹鴻，SBS，ISO，JP - 公共衛生、傳染病和醫療行政專家，1988年11月至1989年3月署任香港政府醫務衛生署署長，1989年4月至1994年6月任首位衛生署署長，前香港中文大學賽馬會公共衛生及基層醫療學院院長。
- 梁耀祖 - 已故中西區區議員，曾贏得「社區律師」的美譽
- 鄭達鴻 - 公民黨青年公民主席、港島支部副主席
- 梁敬國 - 前商務及經濟發展局副局長（1983年中七）
- 胡穗珊 - 油尖旺區議員、前工黨主席、新婦女協進會計劃統籌、前民間監察世貿聯盟幹事、職工盟飲食及酒店業職工總會組織幹事
- 袁彌昌 - 政治學者[30]

### 商界
- 鄧肇堅爵士，CBE，KStJ，JP - 已故香港富商、慈善家、九巴創辦人、前董事局主席及前總監督，東華醫院前主席、保良局前主席
- 袁弓夷 - 香港電子工業實業家，曾在香港及美國創設多家企業。
- 徐旭東 - 臺灣企業家，遠東集團現任董事長，於2020年《福布斯》臺灣50大富豪中名列第21
- 邵蔚明 - 香港富商，維他奶創辦人
- 錢果豐，GBS，CBE，JP - 聖士提反書院校董會主席、港鐵前主席、恆生銀行非執行董事兼董事長、滙豐銀行董事、九龍倉集團董事
- 鍾普洋 - 香港敦豪國際快運（DHL）公司董事局主席及創辦人（1962年中五）[31]
- 吳光正，大紫荊勳賢，GBS，JP - 九龍倉集團前主席、香港貿易發展局前主席、醫院管理局前主席
- 鄒文懷，OBE，GBS - 嘉禾電影公司創辦人、主席兼執行董事，香港電影大亨
- 伍經衡（Richard Eng） - 大型補習社遵理學校創辦人、大股東及補習名師，藝人伍詠薇之兄
- 周錫年爵士，CBE，JP - 香港富商、華人領袖、首位香港華人耳鼻喉科醫生，曾任華人銀行、九龍巴士、牛奶公司董事長，香港工業總會前主席、香港貿易發展局的首任主席，另一校友周埈年之堂弟
- 周埈年爵士，CBE，JP - 香港富商、廣東信託銀行董事長，曾任潔淨局局紳及立法局非官守議員，先後獲港府委任為立法局及行政局的首席非官守議員，另一校友周錫年之堂兄
- 彭文堅 - 前無綫電視及亞洲電視藝員、中國融保金融集團創辦人、主席及執行董事
- 羅友禮 - 前維他奶國際（港交所:0345）主席，維他奶創辦人羅桂祥的兒子[32]
- 王德輝 - 香港企業家，於1990年遭綁架後音訊全無，妻子為前亞洲女首富、華懋集團前董事局主席龔如心

### 專業界
- 梁定邦 - 香港醫生、前香港市政局主席及市政局議員[33]
- 莫樹錦，BBS - 香港中文大學醫學院臨床腫瘤學系教授、中大癌症病人針灸中心主管、廣東省人民醫院名譽教授
- 李維達 - 現任養和醫院院長
- 區慶祥 - 高等法院原訟法庭法官
- 林克明 - 1908年左右曾入讀，廣州著名建築家、建築教育家，勷勤大學建築系創始人，現代嶺南建築學派創始人之一[34]
- 黃乾亨 - 香港已故律師及前東華三院主席（1950年中五）[35][36]
- 梁世華 - 前金文泰中學校長[37]
- 林棟 - 香港大學馮平山圖書館首任館長，署任港大中文系行政領導
- 霍乃鏗 - 著名本地建築師，曾設計中環卅間多座唐樓，曾任香港預科書院校長
- 盧家其 - 聖士提反書院附屬小學校長

### 演藝界
- 森美 - 香港商業電台DJ、著名司儀及電視節目主持
- 謝立文 - 《麥兜》系列作者，亦是另一作者麥家碧的丈夫；故事中的校長、黎根等角色均按照謝立文就讀時的校長葉敬平的樣子繪畫
- 唐素琪 - 在任職模特兒期間參與無綫電視節目《美女廚房》及《學廚出餐》，獲著名音樂人雷頌德賞識加入樂壇
- 郭穎東 - 演員，作品包括《安信兄弟》廣告（1998年畢業）
- 葉宇澄 - 歌手，於EMI卡拉OK大賽勝出而入行。香港商業電台DJ及演唱會樂手，主持雷霆881節目《一家大晒》,《書．情．歌》。
- 鍾健強 - 全港第一本夜遊指南《豪情夜生活》的創刊人，事蹟於2003年被拍成電影《豪情》，由古天樂飾演其角色
- 張智軒 - 演員
- 何艷娟 - 2014年度香港小姐季軍
- 何廣沛 - 無綫電視藝人
- 吳耀漢 - 演員
- 區偉麟 - 前無綫電視男藝員[38]
- 汪琳 - 前香港無綫電視藝員
- 王若琪 - 歌手
- 關信培 - 香港資深演藝界工作者、導師、主持、舞台劇演員、監製及配音員
- 周漢寧 - ViuTV藝員
- 蕭鍵鏗 - 香港資深電視及舞台劇監製
- ANSONBEAN：寰亞唱片男歌手、演員、舞者及模特兒
- 張馳豪 - 愛爆音樂男歌手、無綫電視藝員，《聲夢傳奇》參賽者
- 湯君慈、湯君耀 - 雙胞胎演員及模特兒，藝人湯鎮業兒子
- Madboii - 香港唱作歌手
- 任暟晴 - 無綫電視歌唱選秀節目《聲夢傳奇2 》冠軍
- 潘宗孝 - 試當真成員

### 體育界
- 葉問 - 詠春拳一代宗師，參與創辦詠春體育會，1924年入學[39]
- 韋榮駱 - 遠東運動會中國網球代表隊成員、1924年巴黎奧運中華民國代表團隊長、1924年巴黎奧運中國網球代表隊隊員，但後來退賽。
- 吳仕韋 - 1924年巴黎奧運中華民國代表團隊員、1924年巴黎奧運中國網球代表隊隊員，但後來退賽。
- 溫健儀 - 香港田徑運動員，六項香港紀錄保持者
- 黃耀信 - 退役足球員，曾效力80年代班霸精工及香港隊
- 林鼎智 - 香港飛鏢運動員，奪得多項國際飛鏢賽冠軍
- 梅應源 - 世界壁球員協會副會長及中國香港壁球總會會長[40]
- 沈國成 - 香港賽馬評述員

### 文化及新聞界
- 張正甫 - 已故資深傳媒人
- 吳子敏 - 前有線新聞、無線新聞記者
- 汪溟曦 - 現任香港電台助理採訪主任

### 其他
- 潘曉穎 - 台灣行李藏屍案受害者

## 外部連結
- 聖士提反書院網站（英文）
- 聖士提反書院文物徑網站（英文）